# 애니콜 스킨
스킨폰은 삼성전자에서 만든 휴대 전화인  모델명 : SCH-V890(SKT) / SPH-V8900(KTF) 의 다른 이름이다.
배우 전지현이 출연한 광고가 있다.

## 세부 모델
| 모델명    | 통신사   | 통신 방식 |
| --------- | -------- | --------- |
| SCH-V890  | SK텔레콤 | EV-DO     |
| SPH-V8900 | KT       | EV-DO     |

## 참조
1. 1 2  세티즌 : SPH-V8900 전문가리뷰 2
2. ↑  〈CF〉전지현 - 애니콜 Slim & More

## 색상
- 화이트
- 블랙
- 브라운
- 핑크